# Android App Bundle
Android App Bundle là định dạng file xuất bản ứng dụng Android. App Bundle phải bao gồm mã biên dịch và tài nguyên của ứng dụng, cho phép việc ký và tạo file APK được triển khai cho cửa hàng ứng dụng, giúp giảm kích thước tải xuống ban đầu của ứng dụng. Phần mở rộng tệp được sử dụng cho định dạng này là ".aab".
Google Play yêu cầu Android App Bundle cho tất cả các ứng dụng mới kể từ tháng 8 năm 2021 và cho tất cả các bản cập nhật cho các ứng dụng đã có từ tháng 11 năm 2021. Kể từ tháng 5 năm 2023, Android TV yêu cầu AAB.

## Split APKs
Nếu không có Android App Bundle, một APK có thể hỗ trợ nhiều ngôn ngữ, tối đa bốn kiến trúc CPU khác nhau và nhiều độ phân giải màn hình. Điều này có nghĩa là mỗi tệp cài đặt có thể chứa một lượng lớn dữ liệu không liên quan đến sự kết hợp cụ thể giữa CPU, ngôn ngữ và kích thước màn hình của thiết bị.
Split APKs, được tạo bởi một cửa hàng ứng dụng như Google Play, chỉ chứa mã và tài nguyên cần thiết cho thiết bị cụ thể tải xuống ứng dụng.Nếu người dùng thay đổi ngôn ngữ thiết bị hoặc bộ tính năng của họ, thì cửa hàng ứng dụng có thể cung cấp thêm APK chia nhỏ theo yêu cầu để đáp ứng các yêu cầu đã thay đổi.
Cần có Android App Bundle để sử dụng tính năng "play as you download" của Google Play, cho phép người dùng tải xuống và cài đặt một phần trò chơi để bắt đầu chơi rồi tải xuống phần còn lại trong khi người dùng đang ở cấp độ đầu tiên.